# Pókhvistnevo
Pókhvistnevo - Похвистнево (rus) - és una ciutat de l'óblast de Samara, centre administratiu del raion homònim. És a la vora esquerra del riu Bolxoi Kinel i a 140 km al nord-est de Samara. Pókhvistnevo fou fundat el 1888 arran de la construcció del ferrocarril Zlatoust-Samara, que s'allargaria fins a Txeliàbinsk. Entre els anys 1902 i 1904 l'estació de ferrocarril fou engrandida a causa del desenvolupament de la ciutat. El 1935 Pókhvistnevo esdevingué centre administratiu del raion. El 1939 s'hi descobriren jaciments petroliers, i obtingué l'estatus de ciutat el 1947.
| 1939  | 1959   | 1970   | 1979   | 1989   | 2002   | 2009   | 2010   | 2011   | 2012   | 2013   |
| ----- | ------ | ------ | ------ | ------ | ------ | ------ | ------ | ------ | ------ | ------ |
| 6.600 | 23.100 | 26.100 | 25.700 | 27.800 | 27.973 | 28.300 | 28.169 | 28.200 | 28.019 | 28.080 |